# IC 3387
IC 3387 је елиптична галаксија у сазвјежђу Береникина коса која се налази на листи објеката дубоког неба у Индекс каталогу.
Деклинација објекта је + 27° 59' 45" а ректасцензија 12h 28m 18,8s. Привидна величина (магнитуда) објекта IC 3387 износи 15,5 а фотографска магнитуда 16,5. IC 3387 је још познат и под ознакама KUG 1225+282, PGC 40994.